# كونراد موراي
كونراد موراي (بالإنجليزية: Conrad Murray)‏ هو طبيب أمريكي، ولد في 19 فبراير 1953 في أبرشية سانت أندرو في غرينادا.

## وصلات خارجية
- كونراد موراي على موقع الموسوعة البريطانية (الإنجليزية)
- كونراد موراي على موقع إن إن دي بي (الإنجليزية)